# Flughafen Rajahmundry

i7
i11
i13
Der ca. 150 m hoch gelegene Flughafen Rajahmundry (englisch Rajahmundry Airport, IATA-Code: RJA, ICAO-Code: VORY) ist ein nationaler Flughafen ca. 18 km (Fahrtstrecke) nordöstlich der Großstadt Rajamahendravaram (bis 2015 Rajahmundry) im Bundesstaat Andhra Pradesh nahe der Ostküste Indiens und dem Golf von Bengalen.

## Geschichte
Der Rajahmundry Airport wurde während der britischen Kolonialzeit gegründet. Seit dem Jahr 2007 wurde der Flughafen modernisiert. Ein neues Terminal wurde im Jahr 2012 eingeweiht; die Verlängerung der Start- und Landebahn von ehemals 1750 m auf jetzt 3165 m wurde im Jahr 2019 abgeschlossen.

## Flugverbindungen
Verschiedene indische Fluggesellschaften betreiben mehrmals täglich stattfindende Linienflüge nach Hyderabad; Flüge nach Bangalore, Chennai, Visakhapatnam oder Tirupati finden nur ein- bis zweimal täglich statt.

## Sonstiges
- Betreiber des Flughafens ist die Airports Authority of India.
- Es gibt eine asphaltierte Start-/Landebahn mit 3165 m Länge.